# Христианско-демократическая народная партия Швейцарии
Христианско-демократическая народная партия Швейцарии (также Христианско-демократическая партия нем. Christlich Demokratische Volkspartei (CVP), фр. Parti Démocrate-Chrétien Suisse (PDC), итал. Partito Popolare Democratico Svizzero (PPD), романш. Partida Cristiandemocratica Svizra (PCD)) является центристской, христианско-демократической политической партией Швейцарии и самой маленькой из четырёх участников правящей коалиции. Она является ассоциированным членом Европейской народной партии.

## История
С момента создания федеративного государства в 1848 году в Федеральном собрании существовала Католическая консервативная фракция, официально созданная в 1883 году. В 1891 году Йозеф Цемп из Люцерна стал первым не членом Радикально-демократической партии, вошедшим в Федеральный совет.
В 1912 году была основана Католическая консервативная партия Швейцарии (Katholisch-Konservative Partei der Schweiz). С 1919 года партия занимала два из семи мест в правительстве. Политический климат в послевоенный период способствовал тому что партия достигла своего пика в 1950-е годы: была представлена крупнейшей парламентской фракцией в Национальном совете, а с 1954 по 1958 год занимала три из семи мест в Федеральном совете. Тем не менее, партия была вынуждена отказаться от третьего места в пользу Магической формулы, которая была внесена на рассмотрение кабинета в 1959 году. В 1957 году она изменила своё название на Консервативная христианско-социальная народная партия (Konservativ-Christlichsoziale Volkspartei), а своё нынешнее название носит с 1970 года. В последующие десятилетия сокращение базы католических избирателей, в дополнение к меньшей сплочённости среди политиков в партии, привели к потерям на федеральных выборах после 1980 года. Начиная с 1990-х годов, многие консервативные избиратели стали голосовать за правую популистскую Швейцарскую народную партию.
1 января 2021 года партия объединилась с Консервативно-демократической партией в новую партию Центр.

## Партийная платформа
ХДНП позиционирует себя как центристскую партию. Партия способствует формированию социально ориентированной рыночной экономики, пытаясь соединить либеральные принципы с исполнением социальной справедливости.
Платформа партии состоит из трёх основных стратегий в политическом центре:
- ХДНП поддерживает социальную рыночную экономику. Она поддерживает экспортные отрасли и повышение уровня образования. Она также направлена на борьбу с чёрным рынком, сокращение и упорядочение бюрократических процедур в государственных учреждениях, снижение налогообложения на семейные предприятия и тех, кто предлагает профессиональное обучение и стажировку. ХДНП требует равной заработной платы и возможности трудоустройства для мужчин и женщин.
- ХДНП выступает за семейные ценности, в том числе за введение гибкого рабочего времени, ухода за детьми и доступное жильё.
- Политика ХДНП направлена на обеспечение социальной безопасности. Партия призывает к реформе системы социального обеспечения, повышая налоги на табачные изделия для получения дополнительных доходов для пенсий. Должен также соблюдаться пенсионный возраст в 65 лет. Система здравоохранения должна быть оптимизирована за счёт сокращения времени ожидания медицинских процедур и в целях обеспечения справедливости услуг. ХДНП также способствует общественным работам.

## Представительство
После продолжающихся потерь в федеральных парламентских выборов до 2003 года, партия потеряла одно из двух мест в четырёх-партийной правящей коалиции в Федеральном совете, отдав его Швейцарской народной партии. ХДНП имеет поддержку примерно 15 % избирателей.
В 2003 году партия провела 28 мандатов (из 200) в Национальный совет (нижнюю палату парламента Швейцарии); 15 (из 46) в Совет кантонов (крупнейшая партия в верхней палате) и 1 из 7 мандатов в Федеральный совет (правительство). В 2005 году она провела 20,7 % мест в кантональные правительства и 16,7 % в кантональные парламенты. На парламентских выборах 21 октября 2007 года, партия получила 14,6 % голосов избирателей и 31 из 200 мест. По сравнению с предыдущими выборами партия добавила 3 места и стала единственной из четырёх крупнейших партий, кроме Швейцарской народной партии, которая увеличила голоса и места.
В Федеральном собрании Швейцарии, ХДНП входит в одну фракцию (Fraktion CVP/EVP/GLP) с Евангелической народной партией и Зелёной либеральной партий.

## Организационная структура
ХДНПШ состоит из кантональных партий (kantonalpartei), кантональные партии из местных партий (ortspartei). Высший орган — съезд (parteitag), между съездами — правление (parteivorstand), исполнительный орган — президиум (parteipraesidium).
Кантональные партии
Кантональные партии соответствуют кантонам. Высший орган кантональной партии — съезд кантональной партии (katonalparteitag), между съездами кантональной партии — правление кантональной партии (kantonalparteivorstand), исполнительный орган — руководство кантональной партии (kantonalparteileitung).
Местные партии
Местные партии соответствуют городам, общинам и городским районам. Высший орган местной партии — общее собрание местной партии (ortsparteitag), между общими собраниями местной партии — правление местной партии (ortsparteivorstand), исполнительный орган местной партии — руководство местной партии (ortsparteileitung).
Смежные организации
- «Молодая ХДНПШ» (Junge CVP), состоит из кантональных молодых партий (kantonaljungpartei), кантональные молодые партии из окружных молодых партий (bezirksjungpartei)
- «Женщины ХДНПШ» (CVP Frauen)